# メシドラ〜兼近&真之介のグルメドライブ〜
『メシドラ〜兼近&真之介のグルメドライブ〜』（メシドラ〜かねちか&しんのすけのグルメドライブ〜）は、日本テレビ系列で2022年から放送されているバラエティ番組であり、兼近大樹（EXIT）と満島真之介の冠番組である。

## 概要
2023年9月をもって終了した『ゼロイチ・第2部』の後番組として放送を開始した。
番組内容は、兼近大樹と満島真之介が台本も仕込みもないまま、美味しいものを食べに行くといったものである。道すがら見つけた店やスマートフォンで検索してたまたま発見した店や施設に対し、検索結果の場合は電話して許可をもらった上で現地に向かい、撮影を行い、兼近・満島とゲストの飯代は自腹となり、誰が自腹をするのかについても自分たちで決めることから、「男子校ノリ」（ゲストは、基本男性俳優または男性アイドル、男性アーティスト1〜2名であり、稀に他ジャンルの男性著名人が来ることはあっても、女性は来たことがない）で毎回ルールを決めるものである。
番組の流れは、オープニングでは2人で運転中（運転は2人で交代しながら行っており、スタッフは別途ロケ車で随行）の車内でトークしているところに、ゲストが名乗らずに電話をかけてきて、それが誰なのか推察しながら、指定された場所（大規模公園など）に行くことで、ゲストが判明（ただし、視聴者に対しては予告映像でゲストは既に明かされている）。そして、その際に付近のカメラ映えするような場所にて即興演出で、兼近「兼近と…」、満島「真之介と…」、ゲスト「○○（フルネーム）の…」、一同『メシドラ！』とタイトルコールする。その後、ゲストを連れて車に戻り、先述の通り、その場で話し合いながら次に向かう場所を決めて回る。
2025年4月より、読売テレビ（ytv）制作の『サタデーLIVE ニュース ジグザグ』の放送開始に伴い、日曜日12:45枠の『超無敵クラス』の次番組として放送時間を変更・短縮した。土曜時代には、兼近の相方のりんたろー。が、裏番組の『すくすく子育て』（NHK Eテレ）に出演していたためコンビで重複していた状態だったが、解消されることになる。

## 出演者
- 兼近大樹（EXIT）
- 満島真之介

### ナレーション
- 武田祐子（元フジテレビアナウンサー）

## 放送リスト

### パイロット版
| 放送日   | 訪問先       | ゲスト              |
| -------- | ------------ | ------------------- |
| 12月11日 | 日光・鬼怒川 | 須賀健太 もう中学生 |

| 放送日  | 訪問先         | ゲスト          |
| ------- | -------------- | --------------- |
| 3月26日 | 神奈川県三浦市 | 竹内涼真 勝地涼 |

### レギュラー版

#### 土曜午後時代

##### 2023年
| #  | 放送日   | 訪問先         | ゲスト                  |
| -- | -------- | -------------- | ----------------------- |
| 1  | 10月7日  | 群馬県高崎市   | 池松壮亮 勝地涼         |
| 2  | 10月14日 | 群馬県伊勢崎市 | 三宅健                  |
| 3  | 10月21日 | 千葉県富津市   | 瀬戸康史                |
| 4  | 10月28日 | 茨城県守谷市   | 福士蒼汰                |
| 5  | 11月4日  | 茨城県大洗町   | 磯村勇斗                |
| 6  | 11月11日 | 千葉県鴨川市   | 工藤阿須加              |
| 7  | 11月18日 | 埼玉県秩父市   | 永瀬廉（King & Prince） |
| 8  | 11月25日 | 埼玉県深谷市   | 佐野勇斗                |
| 9  | 12月2日  | 栃木県足利市   | 林遣都                  |
| 10 | 12月9日  | 栃木県佐野市   | 矢本悠馬 浅利陽介       |
| 11 | 12月16日 | 山梨県河口湖   | 鈴木伸之                |
| 12 | 12月23日 | 静岡県沼津市   | 山田孝之                |

##### 2024年
| #  | 放送日   | 訪問先             | ゲスト                                          |
| -- | -------- | ------------------ | ----------------------------------------------- |
| 13 | 1月13日  | 千葉県木更津市     | 竹内涼真                                        |
| 14 | 1月20日  | 千葉県成田市       | 溝端淳平                                        |
| 15 | 1月27日  | 千葉県袖ケ浦市     | 森崎ウィン                                      |
| 16 | 2月3日   | 茨城県鹿嶋市       | 鈴鹿央士                                        |
| 17 | 2月10日  | 茨城県龍ケ崎市     | 松村北斗（SixTONES）                            |
| 18 | 2月17日  | 神奈川県三浦市     | 青木崇高                                        |
| 19 | 2月24日  | 茨城県牛久市       | 櫻井翔                                          |
| 20 | 3月2日   | 神奈川県横須賀市   | 速水もこみち                                    |
| 21 | 3月9日   | 茨城県常総市       | 城田優                                          |
| 22 | 3月16日  | 栃木県小山市       | 志尊淳                                          |
| 23 | 3月30日  | 神奈川県湯河原町   | 一ノ瀬ワタル 佐野玲於（GENERATIONS）            |
| 24 | 4月6日   | 神奈川県小田原市   | 東方神起                                        |
| 25 | 4月13日  | 千葉県野田市       | GACKT                                           |
| 26 | 4月20日  | 千葉県南房総       | 渡辺大知 井之脇海                               |
| 27 | 4月27日  | 千葉県館山市       | 片寄涼太（GENERATIONS） 佐藤大樹（FANTASTICS）  |
| 28 | 5月4日   | 神奈川県厚木市     | 間宮祥太朗                                      |
| 29 | 5月11日  | 埼玉県上尾市       | 古川雄大 加藤清史郎                             |
| 30 | 5月18日  | 神奈川県茅ヶ崎市   | 八嶋智人                                        |
| 31 | 6月1日   | 茨城県土浦市       | 山崎育三郎                                      |
| 32 | 6月8日   | 群馬県渋川市       | 大橋和也（なにわ男子） 藤原丈一郎（なにわ男子） |
| 33 | 6月15日  | 茨城県つくば市     | ユースケ・サンタマリア                          |
| 34 | 6月22日  | 埼玉県川越市       | 増田貴久（NEWS） 片桐仁                         |
| 35 | 6月29日  | 兵庫県神戸市       | 森山未來 勝地涼                                 |
| 36 | 7月6日   | 兵庫県神戸市       | 森山未來 勝地涼                                 |
| 37 | 7月13日  | 群馬県前橋市       | 戸次重幸（TEAM NACS）                           |
| 38 | 7月20日  | 神奈川県藤沢市     | 山本耕史                                        |
| 39 | 7月27日  | 千葉県習志野市     | 要潤                                            |
| 40 | 8月3日   | 神奈川県逗子市     | 生瀬勝久                                        |
| 41 | 8月10日  | 千葉県四街道市     | 木村昴 岡崎体育                                 |
| 42 | 8月17日  | 埼玉県東松山市     | 高杉真宙                                        |
| 43 | 8月31日  | 埼玉県草加市       | 岩田剛典（三代目 J SOUL BROTHERS）              |
| 44 | 9月7日   | 埼玉県越谷市       | 森田剛                                          |
| 45 | 9月14日  | 千葉県船橋市       | 尾上右近                                        |
| 46 | 9月21日  | 神奈川県平塚市     | ウルフ・アロン                                  |
| 47 | 9月28日  | 千葉県松戸市       | 勝村政信                                        |
| 48 | 10月5日  | 神奈川県大和市     | 綾小路翔                                        |
| 49 | 10月12日 | 東京都八王子市     | 松下洸平                                        |
| 50 | 10月19日 | 茨城県ひたちなか市 | 白濱亜嵐（GENERATIONS） 中務裕太（GENERATIONS） |
| 51 | 10月26日 | 茨城県水戸市       | 白洲迅                                          |
| 52 | 11月2日  | 東京都あきる野市   | 秦基博 又吉直樹（ピース）                       |
| 53 | 11月9日  | 埼玉県春日部市     | 加藤シゲアキ（NEWS） 勝地涼                     |
| 54 | 11月16日 | 神奈川県秦野市     | 山田涼介（Hey! Say! JUMP）                      |
| 55 | 11月23日 | 埼玉県川口市       | 尾上松也 城田優                                 |
| 56 | 11月30日 | 東京都青梅市       | 田中要次 松田元太（Travis Japan）               |
| 57 | 12月7日  | 神奈川県海老名市   | 中川大志                                        |
| 58 | 12月14日 | 神奈川県葉山町     | 松山ケンイチ                                    |
| 59 | 12月21日 | 埼玉県狭山市       | 筧利夫                                          |
| 60 | 12月28日 | 神奈川県鎌倉市     | 寺島進                                          |

##### 2025年
| #  | 放送日  | 訪問先         | ゲスト                        |
| -- | ------- | -------------- | ----------------------------- |
| 62 | 1月18日 | 東京都東村山市 | 松村北斗（SixTONES） 光石研   |
| 63 | 1月25日 | 茨城県取手市   | 神尾楓珠 萩原利久             |
| 64 | 2月1日  | 埼玉県所沢市   | 古田新太 中谷潤人             |
| 65 | 2月8日  | 千葉県印西市   | 野間口徹                      |
| 66 | 2月15日 | 栃木県鹿沼市   | 柄本佑                        |
| 67 | 2月22日 | 東京都日野市   | 井ノ原快彦（20th Century）    |
| 68 | 3月1日  | 栃木県栃木市   | 髙嶋政宏                      |
| 69 | 3月8日  | 東京都府中市   | ジェシー（SixTONES） 平山浩行 |
| 70 | 3月22日 | 神奈川県大磯町 | 宇梶剛士                      |
| 71 | 3月29日 | 神奈川県箱根町 |                               |

#### 日曜午後時代

##### 2025年
| #  | 放送日  | 訪問先                    | ゲスト                   |
| -- | ------- | ------------------------- | ------------------------ |
| 72 | 4月6日  | 大阪府吹田市 大阪府大阪市 | 鈴木亮平                 |
| 73 | 4月13日 | 大阪府吹田市 大阪府大阪市 | 鈴木亮平 迫田孝也        |
| 74 | 4月19日 | 千葉県君津市              | 玉山鉄二                 |
| 75 | 4月27日 | 神奈川県相模原市          | 小池徹平 ISSA（DA PUMP） |
| 76 | 5月4日  | 千葉県柏市                | 伊藤英明                 |
| 77 | 5月11日 | 東京都町田市              | 和田正人 原晋            |
| 78 | 5月18日 | 埼玉県三郷市              | 渡辺翔太（Snow Man）     |
| 79 | 5月25日 | 千葉県佐倉市              | 丸山隆平（SUPER EIGHT）  |
| 80 | 6月1日  | 埼玉県入間市              | 駿河太郎                 |
| 81 | 6月8日  | 千葉県千葉市              | 田原俊彦                 |
| 82 | 6月15日 | 東京都福生市              | 萩原聖人                 |
| 83 | 6月22日 | 埼玉県さいたま市          | 柄本時生                 |
| 84 | 6月29日 | 神奈川県綾瀬市            | 吉沢亮 音尾琢真          |
| 85 | 7月6日  | 埼玉県白岡市              | 内藤剛志                 |
| 86 | 7月13日 | 神奈川県座間市            | EXILE TAKAHIRO           |
| 87 | 7月20日 | 千葉県成田市              | 伊原剛志 川平慈英        |
| 88 | 7月27日 | 千葉県山武市              | 鈴木浩介                 |
| 89 | 8月3日  | 千葉県香取市              | 小泉孝太郎               |
| 90 | 8月10日 | 千葉県九十九里町          | 橋本じゅん               |
| 91 | 8月17日 | 山梨県山中湖村            | 高橋克典                 |
| 92 | 8月24日 | 神奈川県清川村            | 志尊淳                   |

### スペシャル版

#### 2025年
| 放送日  | 訪問先       | ゲスト          | 備考                     |
| ------- | ------------ | --------------- | ------------------------ |
| 4月13日 | 千葉県富津市 | 安田顕 千葉雄大 | 1時間SP（22:30 - 23:25） |

## ネット局

### レギュラー版
土曜午後時代
| 放送対象地域 | 放送局             | 系列           | 放送期間                                     | 放送日時                                        | ネット状況 | 備考       |
| ------------ | ------------------ | -------------- | -------------------------------------------- | ----------------------------------------------- | ---------- | ---------- |
| 関東広域圏   | 日本テレビ（NTV）  | 日本テレビ系列 | 2023年10月7日 - 2025年3月29日                | 土曜 11:55 - 13:30                              | 【制作局】 | 【制作局】 |
| 石川県       | テレビ金沢（KTK）  | 日本テレビ系列 | 2023年10月7日 - 2025年3月29日                | 土曜 11:55 - 13:30                              | 同時ネット |            |
| 新潟県       | テレビ新潟（TeNY） | 日本テレビ系列 | 2024年4月6日 - 2024年7月13日 2025年4月11日 - | 土曜 11:55 - 13:30 金曜 0:59 - 1:29（木曜深夜） | 遅れネット | [ 4 ]      |
| 山梨県       | 山梨放送（YBS）    | 日本テレビ系列 | 2024年7月28日 - 2025年1月26日                | 日曜 13:00 - 13:30                              | 遅れネット | [ 5 ]      |

日曜午後時代
| 放送対象地域 | 放送局            | 系列           | 放送期間                | 放送日時                     | ネット状況 | 備考       |
| ------------ | ----------------- | -------------- | ----------------------- | ---------------------------- | ---------- | ---------- |
| 関東広域圏   | 日本テレビ（NTV） | 日本テレビ系列 | 2025年4月6日 -          | 日曜 12:45 - 14:00           | 【制作局】 | 【制作局】 |
| 石川県       | テレビ金沢（KTK） | 日本テレビ系列 | 2025年4月19日 -（予定） | 日曜 0:55 - 2:16（土曜深夜） | 遅れネット |            |

＊そのほか青森放送（RAB）などで不定期放送。

## スタッフ
●=レギュラー版から
- 企画・演出：田村幸大
- ナレーション：武田祐子
- 構成：カツオ（パイロット版1と●）
- カメラ：井澤和彦、蜜谷司、佐伯慶（佐伯→●）【週替り】
- 音声：岡澤信吾、西尾昌英、二川香綾【週替り】
- 美術：茂木大樹
- デザイン：熊崎真知子
- 技術協力：プレゼンス・クルー（以前は毎週）、Be ZERO、Big Voice【週替り】
- 美術協力：日本テレビアート
- 音効：竹中幸治
- タイトル：津島美樹
- 編集：田中宏弥（ヌーベルアージュ、●）
- MA：小田嶋広貴（ヌーベルアージュ、●）
- CG：平池優太（ヌーベルアージュ）
- TK：廣川恵美
- 制作デスク：府川麻衣子
- ラインプロデューサー：木下麗、寺内基子、町田有香（共に●、町田→以前は週替り）
- ディレクター：堺大輔、山本千晶、広田剛己、妹尾友祐、辻川稜、大山隆浩、池田翔一、籾山裕太、三浦洸、大谷俊介、池上雄哉、小山貴広、太田みどり、伊藤守男、石和田英明/吉田涼、伊東若菜、滝航、亀岡由磨、原尚輝、川邉あずさ、山本亜梨沙、田仲彩純、福田飛鳥、中村雄大、尾谷翔、赤坂有紀、駒形美香、川田太陽【週替り】（堺・山本千以外→●）
- プロデューサー：天野英明、傅克文、横山貴子、北詰由賀、豊田侑吏恵、松島美由紀（BOOM UP）（天野・横山以外→●、傅→2025年6月8日-）
- チーフプロデューサー：滝澤真一郎（●、2025年6月8日-）
- 制作協力：クリエイティブ30、THE WORKS（THE→●）
- 製作著作：日本テレビ

### 過去のスタッフ
- 構成：藤雄（パイロット版2）
- デザイン：高木智恵子（パイロット版2）
- 編集：江川武尊（ヌーベルアージュ）
- MA：直江泰輔（ヌーベルアージュ、パイロット版1, 2）
- 協力：アフロ、PIXTA、イメージマート（共にパイロット版1）、EYCK、HOKA（共にパイロット版2）
- TK：井﨑綾子
- ラインプロデューサー：奥河内都（パイロット版1, 2）
- ディレクター：小坂彩智乃（パイロット版1, 2）
- プロデューサー：渡邊菜月（●、2025年6月1日まで）
- 統轄プロデューサー：宮本誠臣（●、2024年5月25日まで）
- チーフプロデューサー：島田総一郎（2025年6月1日まで）